# North English
North English è un comune degli Stati Uniti d'America, situato nello Stato dell'Iowa, diviso tra la contea di Iowa e la contea di Keokuk.